# Dušan Dragosavac
Dušan Dragosavac (ur. 1 grudnia 1919 we Vrebacu, zm. 21 grudnia 2014 w Zagrzebiu) – chorwacki i jugosłowiański polityk.

## Życiorys
Od 1941 roku był członkiem ruchu oporu antyfaszystowskiego. W 1952 roku ukończył studia na Wydziale Prawa Uniwersytetu w Zagrzebiu, a 10 lat później uzyskał na tej uczelni stopień naukowy doktora.
W latach 1953–1960 pełnił funkcję ministra gospodarki, finansów i handlu Socjalistycznej Republiki Chorwacji. Od 1965 roku był członkiem Komitetu Centralnego Związku Komunistów Chorwacji. W trakcie Chorwackiej Wiosny był przeciwny ruchowi reformatorskiemu. W latach 1981–1982 był Przewodniczącym Związku Komunistów Jugosławii i ex officio należał w tym okresie do Prezydium SFR Jugosławii. W 1985 roku opublikował wspomnienia pt. Zbivanja i svjedočenja.